# Heptahydrate de carbonate de sodium
L'heptahydrate de carbonate de sodium est un corps composé chimique minéral de formule brute Na2CO3•7 H2O. Il s'agit d'un carbonate, de la famille des hydrates de carbonate de sodium. Il est le plus souvent sous forme d'une poudre cristalline, d'un blanc efflorescent, constituée de petits cristaux bipyramidaux de maille orthorhombique.

## Description
Sa masse volumique vaut 1,51 g/cm3, légèrement plus élevée que celle du natron (ou décahydrate) correspondant (1,44) et moins conséquente que celle de la thermonatrite (ou monohydrate), plus dense à 2,25. Ce produit chimique est relativement instable, il perd son eau de cristallisation à partir de 32 °C et se transforme entre 33,5 °C et 34 °C en thermonatrite. C'est pourquoi il n'a jamais été identifié à ce jour comme corps minéral naturel conséquent. Il est pourtant utilisé dans l'industrie verrière et céramique.
Il est soluble dans l'eau, soit 16,9 g pour 100 g d'eau pure à 0 °C.